# Květoslav Palov
Květoslav Palov (* 6. prosince 1962 Brno) je bývalý český a australský cyklista. V roce 1987 jako první Čech absolvoval Tour de France. Má přezdívku Omar.
Květoslav Palov se narodil 6. prosince 1962 v Brně. V roce 1980 jako dorostenec vyhrál třetí etapu Závodu míru mládeže. V osmdesátých letech se dostal do československé seniorské reprezentace. Na jaře 1986 vyhrál jednorázový závod Brno - Velká Bíteš - Brno. Později tento rok po závodech v Itálii, kam odjel se svým týmem Dukla Brno, emigroval.
S československým pasem, ale za britský tým ANC Halfors se jako první Čech v roce 1987 zúčastnil Tour de France, kterou dokončil na 103. místě. Profesionálně se cyklistice věnoval do roku 1991, nejprve v belgickém týmu S.E.F.B. - Tönissteiner a následně již jen v Austrálii v týmu Repco Cycles. V australských barvách jezdil od roku 1988.
Žije a podniká v australském Rockhamptonu.